# Walerian Alexandrowitsch Sorin
Walerian Alexandrowitsch Sorin (russisch Валериан Александрович Зорин, wiss. Transliteration Valerian Alexandrovič Zorin; * 1. Januar 1902 in Nowotscherkassk; † 14. Januar 1986 in Moskau) war ein sowjetischer Diplomat. Bekanntheit erlangte er im Westen unter anderem durch seine Position im UN-Sicherheitsrat während der Kubakrise 1962.

## Leben
Sorin war ein Sohn eines Lehrers. 1922 trat er in die Kommunistische Partei ein und arbeitete bis 1932 im Moskauer Zentralkomitee des Komsomol. 1935 schloss er das höhere kommunistische Bildungsinstitut ab. Die Parteiarbeit setzte er nach seinem Studium bis 1941 fort, als er ins Außenministerium versetzt wurde. 1945 wurde Sorin sowjetischer Botschafter in Prag, eine Position mit maßgeblichem Einfluss auf die junge tschechoslowakische Regierung.
1947 bis 1955 war Sorin stellvertretender Außenminister und teilweise gleichzeitig (1952 bis 1953) ständiger Vertreter im Sicherheitsrat der Vereinten Nationen (UN). Ab 7. Januar 1955 war er der erste sowjetische Botschafter in der Bundesrepublik Deutschland und kehrte 1956 nach Moskau zurück, um seinen Posten als stellvertretender Außenminister wieder aufzunehmen. Nach fünf Jahren als Kandidat wurde er 1961 in das Zentralkomitee der KPdSU aufgenommen.

## Im UNO-Sicherheitsrat
1960 bis 1962 entsandte man ihn zum zweiten Mal als Botschafter in den UNO-Sicherheitsrat; den Höhepunkt seiner Zeit dort bildete die Kubakrise, als er vom US-amerikanischen Botschafter Adlai Ewing Stevenson II. mit den Aufklärungsfotos der sowjetischen Atomraketen auf Kuba konfrontiert wurde:

„Stevenson: 'Leugnen Sie, Herr Botschafter, dass die UdSSR Mittelstreckenraketen auf Kuba installiert? Ja oder Nein? Warten Sie nicht auf die Übersetzung! Ja oder Nein?' 
 Sorin: 'Ich bin nicht in einem amerikanischen Gerichtssaal, Sir, und deshalb habe ich keine Lust, eine Frage zu beantworten, die mir gestellt wird, als stünde ich vor dem Staatsanwalt.' 
 Stevenson: 'Sie stehen hier vor dem Gerichtshof der Weltmeinung, und Sie können antworten, mit Ja oder Nein! Ich bin bereit, auf meine Antwort zu warten, bis die Hölle einfriert.'“

Heute ist bekannt, dass weder Sorin noch der sowjetische Botschafter in Washington, Anatoli Dobrynin, von Moskau über die Raketenstationierungen informiert worden waren. 
1965 wurde Sorin Botschafter in Frankreich; 1971, bereits im Alter von fast 70 Jahren, berief man ihn auf einen rein repräsentativen Posten als Sonderbotschafter.